# تپه گردل چیا
تپه گردل چیا مربوط به دوره ساسانیان - دوره اشکانیان است و در شهرستان گیلانغرب، بخش گواور، دهستان گواور، جنوب و شرق روستای لته چغا واقع شده و این اثر در تاریخ ۲۷ اسفند ۱۳۸۶ با شمارهٔ ثبت ۲۲۳۷۲ به‌عنوان یکی از آثار ملی ایران به ثبت رسیده است.